# سیارک ۴۵۸۸
سیارک ۴۵۸۸ (به انگلیسی: 4588 Wislicenus، نامگذاری:1931EE) چهار هزار و پانصد و هشتاد و هشتمین سیارک کشف شده‌است که در ۱۳ مارس ۱۹۳۱ و در هایدلبرگ کشف شد.